# Bier in Azerbeidzjan
Bier is in Azerbeidzjan de meest geconsumeerde alcoholische drank (87%) ten opzichte van wijn (12%) en sterkedrank (1%). Het overgrote deel van de bierproductie en -consumptie bestaat uit blonde lagers. De "verwestering" in het land had in 2012 een sterke groei van de bierconsumptie tot gevolg, vooral bij jongeren wordt bier steeds populairder. De goedkopere prijs van bier ten opzichte van sterkedrank zoals wodka draagt ook bij tot de groei. Daartegenover neemt de religie zoals de islam, na jaren van communistisch bewind, een steeds belangrijkere plaats in waardoor minder inwoners alcoholische dranken drinken.
De grootste brouwerij Baku werd opgericht in 1969 in Xırdalan, 10 km van de hoofdstad Bakoe. In 2008 werd de brouwerij gekocht door Baltika Breweries en werd zo onderdeel van de Carlsberggroep. In 2009 werd de brouwerij gemoderniseerd en de naam gewijzigd in Baltika-Baku LLC. De brouwerij is de grootste van het land en heeft een marktaandeel van 72% (2012) en het populairste bier van de brouwerij is Xirdalan. Xirdalan was ook sponsor van het Eurovisiesongfestival 2012 in Azerbeidzjan, waar bij deze gelegenheid nieuwe ontworpen flessen werden geïntroduceerd. NZS is het tweede merk van het land met een marktaandeel van 6% en op de derde plaats komt Efes van de Efes Beverage Group.

## Cijfers 2011
- Bierconsumptie: circa 600.000 hl
- Bierconsumptie per inwoner: 7-8 liter
- Actieve brouwerijen: 8

## Brouwerijen
- Baltika-Baku LLC (Carlsberggroep)
- Baki-Praqa Piva Zavodu
- Pivzavod Khachmas
- Pivzavod Tumbulskij
- Pivzavod Sal'yany
- Pivzavod Askeran
- Pivzavod Yevlax
- Pivzavod Zakataly

## Bieren (selectie)
- Xirdalan
- Novxani
- NZS
- Starapraga